# Blastocystis
Blastocystis é um gênero de parasitas heterocontes unicelulares pertencentes a um grupo de organismos conhecidos como Sstramenopiles (também chamados de Heterokonts) que inclui algas, diatomáceas e bolores aquáticos. Blastocystis consiste em várias espécies, vivendo no trato gastrointestinal de espécies tão diversas como humanos, animais de fazenda, pássaros, roedores, répteis, anfíbios, peixes e baratas. Blastocystis exibe baixa especificidade para o hospedeiro, e muitas espécies diferentes de Blastocystis podem infectar humanos, e pela convenção atual, qualquer uma dessas espécies seria identificada como Blastocystis hominis .
Blastocystis é um dos parasitas humanos mais comuns no mundo e possui distribuição global.    É a infecção parasitária mais comum nos Estados Unidos, onde infectou aproximadamente 23% da população total durante o ano 2000.   Em áreas menos desenvolvidas, taxas de infecção de até 100% foram observadas.   Altas taxas de infecção são encontradas em indivíduos de países desenvolvidos que trabalham com animais. Embora o papel de Blastocystis hominis em doenças humanas seja frequentemente referido como controverso, uma pesquisa sistemática de estudos realizados por 11 especialistas em doenças infecciosas de nove países, descobriu que mais de 95% dos artigos publicados nos 10 anos anteriores o identificaram como causador de doenças em indivíduos imunocompetentes .  Uma teoria alternativa de que Blastocystis não é um patógeno foi recentemente reforçada com base em sua bioquímica.

## Classificação
A classificação apropriada de Blastocystis só foi resolvida recentemente. A descrição original de Blastocystis era como uma levedura, devido à sua aparência cintilante semelhante a uma levedura em montagens úmidas frescas e à ausência de pseudópodes e locomoção . Isso foi contradito por Zierdt, que o reclassificou sob o subfilo Sporozoa (e mais tarde em Sarcodina), com base em algumas características distintas de protista da célula de Blastocystis. Sua sensibilidade a drogas antiprotozoárias e sua incapacidade de crescer em meios fúngicos indicava ainda que se tratava de um protozoário .
No entanto, grandes revisões foram feitas em sua classificação. Uma análise de sequências de genes foi realizada em 1996, o que o colocou no grupo Stramenopiles. Outros Stramenopiles incluem algas marrons, míldio, diatomáceas, o organismo que causou a Grande Fome da Irlanda e o organismo responsável pela doença da morte súbita do carvalho . No entanto, a posição de Blastocystis dentro dos estramenópilos permanece enigmática.

## Epidemiologia
Blastocystis spp. a prevalência em humanos freqüentemente excede 5% nos países industrializados. Nos Estados Unidos, infectou aproximadamente 23% da população total durante o ano 2000.   Em áreas menos desenvolvidas, as taxas de infecção com um ou mais subtipos chegam a 100%.

## Morfologia
Blastocystis possui várias formas morfológicas.
Quatro formas comumente descritas são vacuolar (também conhecido como corpo central), granular, amebóide e cisto. A aparência do organismo depende muito das condições ambientais, pois é extremamente sensível ao oxigênio. Não está claro se todas essas formas existem no intestino do hospedeiro.

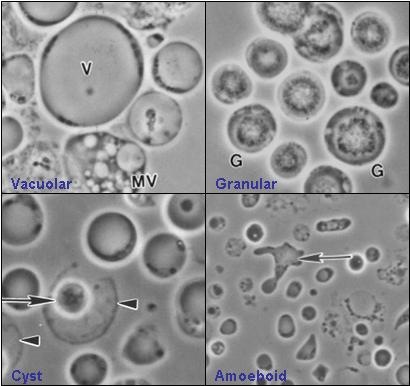
Quatro formas comuns de Blastocystis hominis. No sentido horário a partir do canto superior esquerdo: formas vacuolar, granular, amebóide e cística